# Стреєн
Стреєн (нід. Strijen, нід. вимова: [ˈstrɛiə(n)] ( прослухати)) — місто в нідерландській провінції Південна Голландія. Входить до муніципалітету Гуксе-Вард.
Його площа становить 57.70 км2.
До початку 2019 року мало статус окремого муніципалітету.

## Галерея

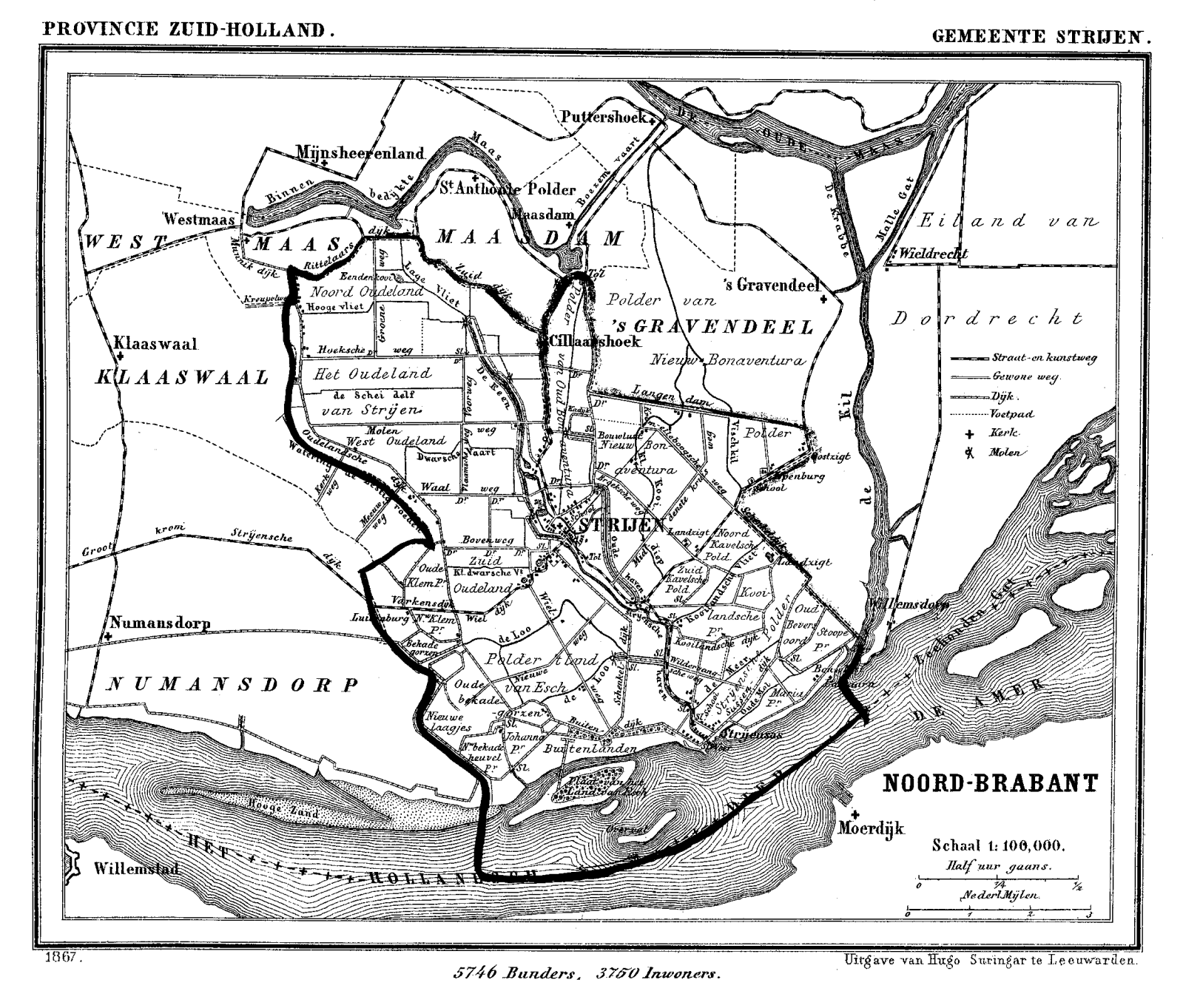
Історична мапа Стреєна (1867)